# Stefan Marggraff
Stefan Marggraff (* 29. April 1991 in Windhoek), auch Stefan Marggraf oder Stefan Markgraaff, ist ein namibischer Straßenradrennfahrer.
Stefan Marggraff wurde 2007 Dritter beim Namibian Cycle Classic hinter seinem Landsmann Dan Craven. Im nächsten Jahr wurde er bei der namibischen Meisterschaft Zweiter im Straßenrennen der Juniorenklasse. Außerdem belegte er wieder den dritten Platz beim Namibian Cycle Classic. Bei der nationalen Meisterschaft 2009 in Okahandja gewann Marggraff das Straßenrennen der Juniorenklasse.

## Erfolge
2009
- Namibischer Meister – Straßenrennen (Junioren)

## Trivia
Marggraff nahm am 14. März 2016 an der deutschen Quizshow Wer wird Millionär? teil und gewann dabei 16.000 Euro.